# اونترمایتینگن
اونترمایتینگن (به آلمانی: Untermeitingen) یک شهر در آلمان است که در آوگسبورگ واقع شده‌است.